# 충수

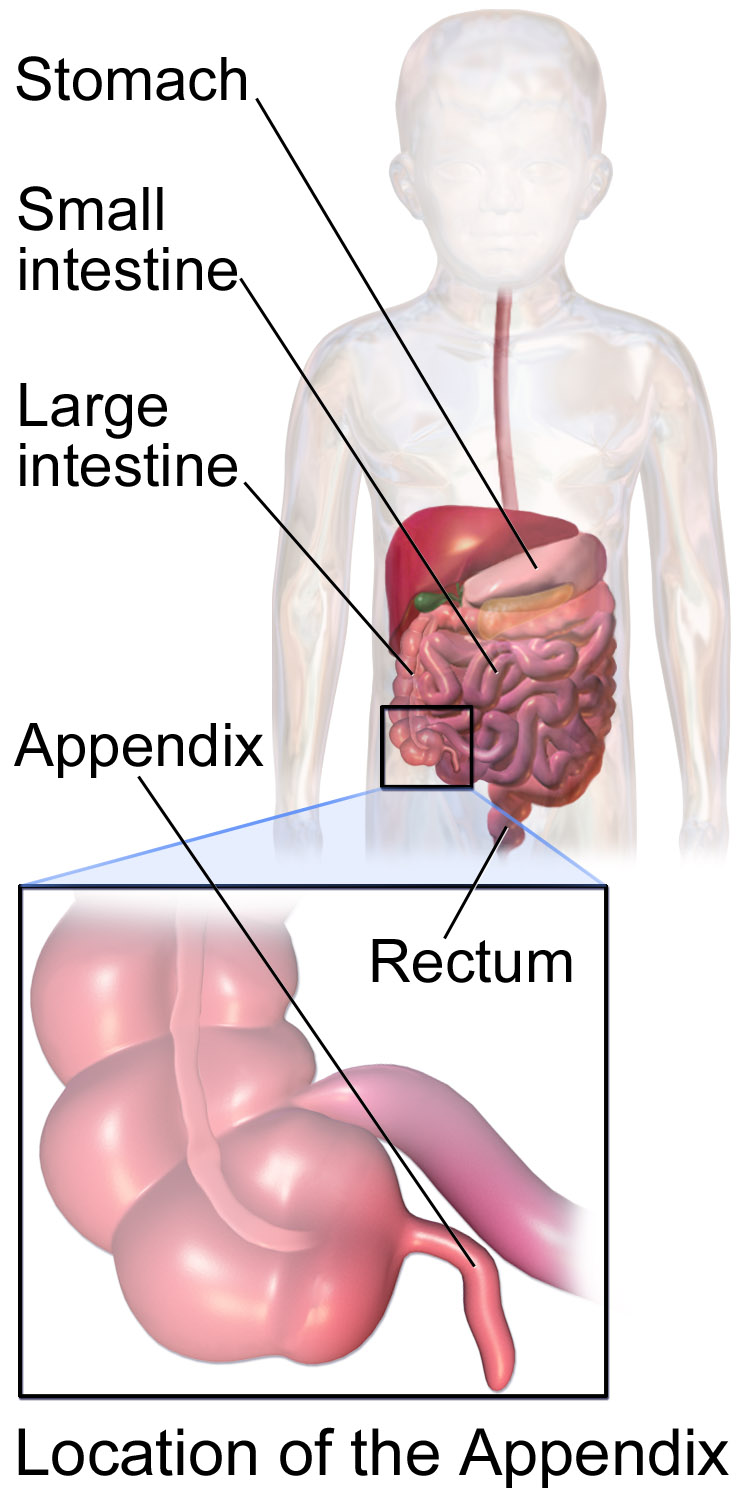
충수(Appendix)

막창자꼬리(appendix, vermiform appendix, cecal (또는 caecal, cæcal) appendix, vermix, vermiform process. 복수형: appendices 또는 appendixes.) 또는 충수(蟲垂) 또는 충양돌기는 영장류나 토끼같은 동물에게만 볼 수 있으며 막창자 아래 끝에 위치한 관같이 생긴 돌기이다. 이 곳은 길고 구부러지고 안이 비었으며 길이는 약 6~7cm이다. 이곳에 염증이 생긴 것을 충수염 혹은 맹장염이라고 한다.

## 같이 보기
- 메켈 곁주머니
- 막창자
- 막창자꼬리염
- 막창자꼬리 절제술